# Tân Thiện, La Gi
Tân Thiện là một phường thuộc thị xã La Gi, tỉnh Bình Thuận, Việt Nam.

## Địa lý
Phường Tân Thiện có vị trí địa lý:
- Phía đông giáp phường Bình Tân
- Phía tây giáp xã Tân Phước
- Phía nam giáp phường Phước Hội và xã Tân Phước
- Phía bắc giáp phường Tân An và phường Bình Tân.

Phường Tân Thiện có diện tích 3,67 km², dân số năm 2022 là 7.109 người, mật độ dân số đạt 1.937 người/km².

## Hành chính
Phường Tân Thiện được chia thành 5 khu phố.

## Lịch sử
Ngày 5 tháng 9 năm 2005, Chính phủ ban hành Nghị định số 114/2005/NĐ-CP về việc:
- Thành lập phường Phước Hội trên cơ sở điều chỉnh 16,62 ha diện tích tự nhiên và 1.115 nhân khẩu của xã Tân Thiện
- Thành lập phường Tân Thiện trên cơ sở 377,98 ha diện tích tự nhiên và 9.710 nhân khẩu của xã Tân Thiện
- Thành lập xã Tân Phước trên cơ điều chỉnh 1.469,40 ha diện tích tự nhiên và 6.331 nhân khẩu của xã Tân Thiện.